# Made for TV
Made for TV byla americká hudební skupina aktivní v osmdesátých letech dvacátého století. Jejími členy byli Tom Lyon (zpěv), Alex Henze (kytara), Candy Wroth (baskytara) a Peter Sparling (bicí). Kapela vznikla ve Washingtonu, D.C. a svůj první singl vydala v roce 1983 (vydala jej společnost Conflict Records). Singl obsahoval dvě písně, jedna byla autorská, pocházela z pera Toma Lyona („So Afraid of the Russians“), a druhá byla převzata z repertoáru skupiny The Doors („Unknown Soldier“). Producentem singlu byl velšský hudebník John Cale, který zde rovněž hrál na barytonovou kytaru, syntezátorové perkuse a přispěl hlasem přes transatlantický telefon. Dále se na nahrávce podíleli Caleovi tehdejší spolupracovníci David Lichtenstein (zvukový inženýr), David Young (asistent zvukového inženýra) a Roddy Hui (mixing). Nahrávání probíhalo v newyorském nahrávacím studiu Skyline Studios. Text písně „So Afraid of the Russians“ se zaměřoval na politické problémy. V roce 1987 vydala kapela EP nazvané Spies Everywhere (vydavatelství Vinyl Siding Records), které kromě dvou písní vydaných na singlu obsahovalo další čtyři písně. Čtyři písně pochází z vystoupení kapely v newyorském klubu CBGB.
Frontman kapely Tom Lyon (celým jménem Thomas Ray Lyon) se narodil v Portlandu a v sedmdesátých letech pracoval jako diskžokej v Novém Mexiku. Později byl členem kapely Action Memos. Zemřel roku 2002 ve věku 53 let.